# Renaud Paulian

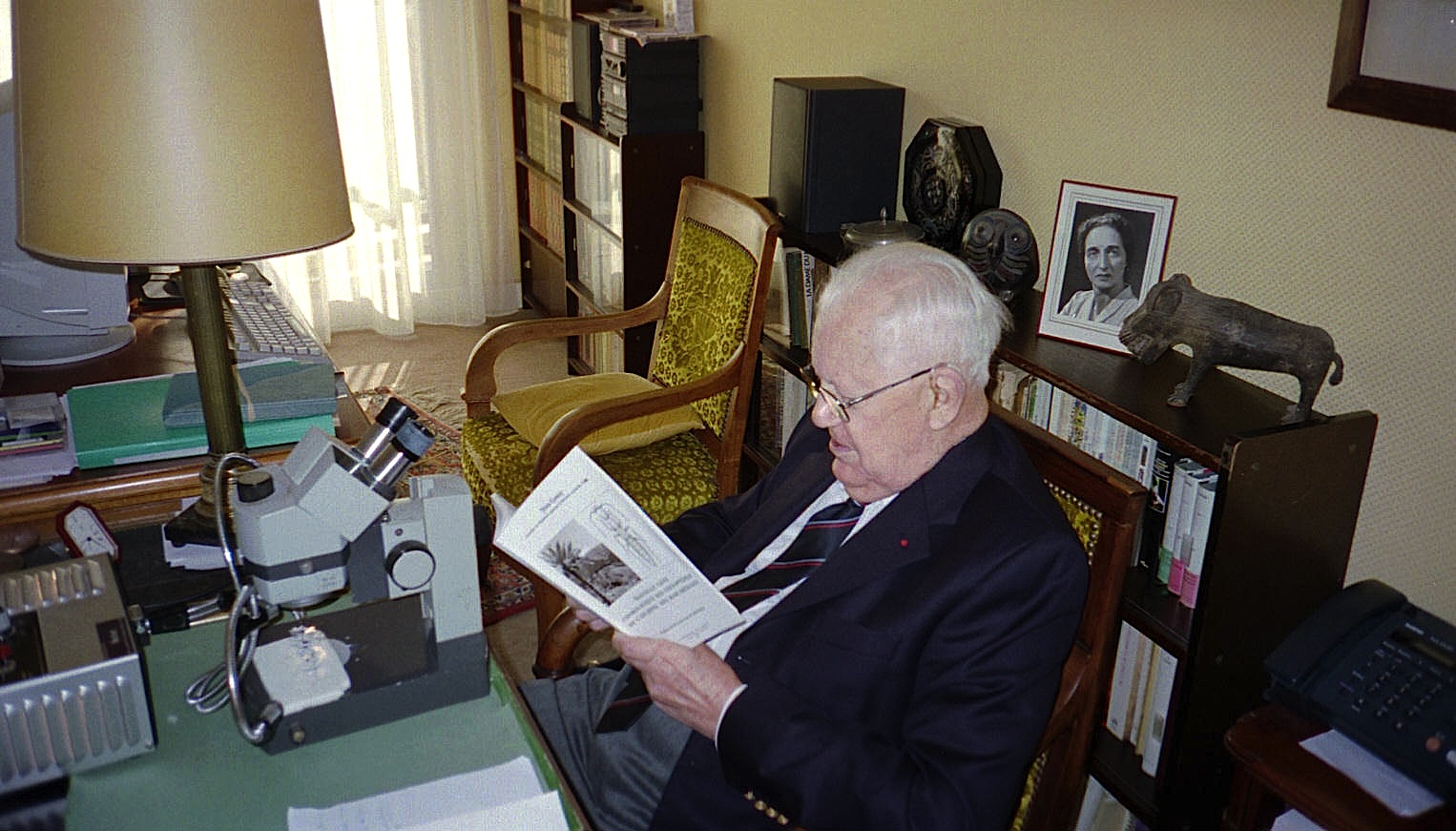
Renaud Paulian im September 2001

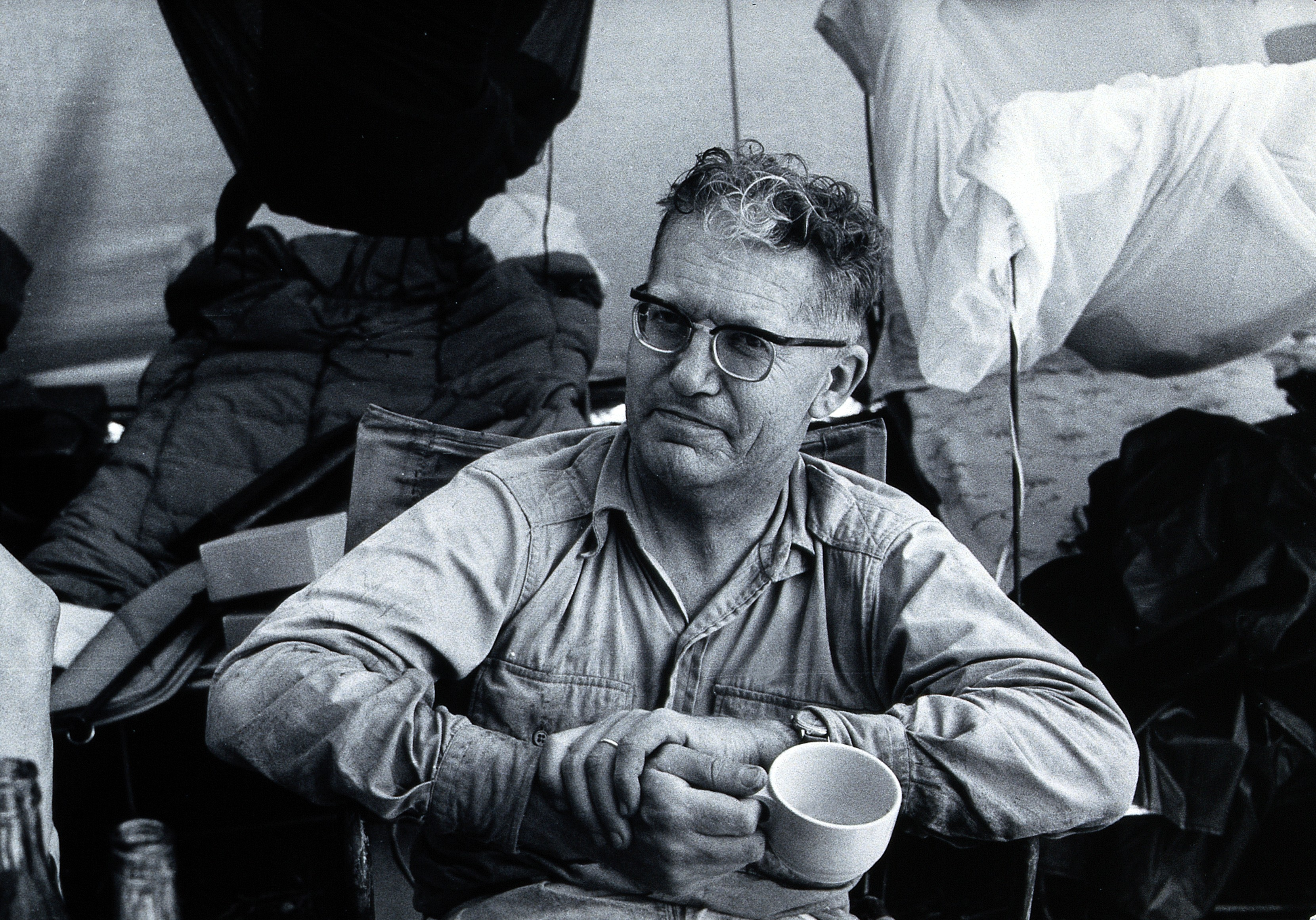
Renaud Paulian (1934) in Tunesien

Renaud Maurice Adrien Paulian (* 28. Mai 1913 in Neuilly-sur-Seine, Département Hauts-de-Seine; † 16. August 2003 in Bordeaux, Département Gironde) war ein französischer Insektenkundler sowie Professor für Koleopterologie, Zoogeographie und Biogeographie am Muséum national d’histoire naturelle in Paris.

## Leben
Paulian stammte aus einer bürgerlichen und liberalen Familie, die sich bereits in der Wissenschaft und der Politik hervorgetan hatte. Einer seiner Urgroßeltern, Frédéric Passy, war von 1881 bis 1889 Abgeordneter des Départements Seine-et-Marne und erhielt am 10. Dezember 1901 gemeinsam mit Henri Dunant den ersten Friedensnobelpreis. Bereits im Alter von vier Jahren sammelte Renaud mit seiner Mutter in den Hügeln von Vence Kräuter und entdeckte die Insektenwelt am Château de Soucy in Fontenay-lès-Briis an der Essonne und in den Schulferien auf der Île d’Yeu.
Paulian besuchte das Lycée Pasteur in seiner Heimatstadt, machte 1930 ein Baccalauréat in Philosophie, schwankte zwischen einem Medizin- und einem Biologiestudium und absolvierte schließlich ein Aufbaustudium an der Sorbonne. Nach seinem Abschluss in Naturwissenschaften im Jahr 1935 verteidigte er 1941 seine erste Doktorarbeit im Fachbereich Biologe mit dem Titel Les premiers états des Staphylinoidea. Étude de morphologie comparée. 1962 reichte er eine zweite Doktorarbeit an der Universität von Paris mit dem Titel La zoogéographie de Madagascar et des iles voisines im Fach Geografie ein.
Paulian absolvierte Praktika in den Meereslaboren von Roscoff, Tamaris-sur-Mer und Banyuls-sur-Mer. Als Stipendiat der Caisse nationale des sciences im Jahr 1937 begann er seine Forschungskarriere am Muséum national d’histoire naturelle, wo er am Lehrstuhl für Entomologie von René Jeannel tätig war. 1938 bereiste Paulian Marokko und 1939 forschte er in Kamerun. Von 1941 bis 1944 war Paulian Assistent von Jacques Millot am Fachbereich für Physik, Chemie und Biologie der wissenschaftlichen Fakultät der Universität von Paris. Er erhielt 1943 ein Praktikumsstipendium des Muséum national d’histoire naturelle, das es ihm ermöglichte, seine Arbeit in der Abteilung von Jeannel fortzusetzen, wo er von 1943 bis 1946 als stellvertretender Leiter des Labors der École pratique des hautes études tätig war. Zu Beginn des Zweiten Weltkriegs wurde Paulian ausgemustert und trat 1940 an der Seite seines Vaters in die Zivilgarde von Neuilly ein. Er wurde 1945 Assistent und Praktikant am Muséum national d’histoire naturelle und nahm im selben Jahr an einer Expedition an die Elfenbeinküste teil. Im selben Jahr arbeitete am Kolonialmuseum.
1946 wurde er zum Leiter des Lehrgangs für systematische Entomologie des Office de la recherche scientifique coloniale ernannt. 1947 wurde Paulian für fünf Jahre an das Ministerium für die Überseegebiete (Ministère de la France d’Outre-Mer) berufen. Er ging nach Tananarive, wo er bis 1961 als stellvertretender Direktor des Instituts für wissenschaftliche Forschung auf Madagaskar tätig war. In der Zwischenzeit war er 1949 mit seiner Bewerbung um den Posten des stellvertretenden Direktors des Lehrstuhls für Entomologie am Muséum national d’histoire naturelle gescheitert und hatte im Jahr darauf seine Stelle als Assistent aufgegeben. Von 1961 bis 1966 war er Direktor des Zentrums des Office de la Recherche scientifique et technique Outre-Mer (ORSTOM) in Brazzaville und der ozeanografischen Station in Pointe-Noire und von 1966 bis 1969 Rektor der Universität Félix Houphouët-Boigny in Abidjan. Nach seiner Rückkehr nach Frankreich war er nacheinander Kanzler der Université de Picardie Jules Verne (1970–1972) in Amiens und der Universität Bordeaux (1972–1979) und leitete gleichzeitig die Kooperative Programmforschung (RCP 225) des Centre national de la recherche scientifique (CNRS) über montane Ökosysteme in Madagaskar.
1978 ließ der Universitätsminister für Paulian einen Lehrstuhl für Biogeographie am Muséum national d’histoire naturelle einrichten, wo er bis zu seinem Ruhestand im Jahr 1982 tätig war. Als Feldentomologe widmete Paulian den Großteil seines wissenschaftlichen Werks den Käfern (insbesondere den Blatthornkäfern), deren Systematik, Biologie und Biogeographie er untersuchte. Er beschrieb zahlreiche neue, exotische Arten, wobei er sich besonders auf die madagassische Fauna konzentrierte. Darüber hinaus führte Paulian Untersuchungen zu verschiedenen entomologischen Themen durch, z. B. zu den grabenden Larven der Libellen, der Schmetterlingsfauna von Madagaskar und den Insekten von Tahiti. Er interessierte sich auch für die madagassische Zoogeographie und die Ökologie, insbesondere im Kronendach des Regenwaldes, an der Elfenbeinküste. Zu Paulians über fünfhundert Veröffentlichungen gehören u. a. Le Polymorphisme des mâles de Coléoptères (1935), Les Coléoptères; formes, mœurs, rôle (1943), Observations écologiques en forêt de basse Côte-d’Ivoire (1947), Papillons communs de Madagascar (1951), Atlas des larves d’insectes de France: vers blancs, chenilles, asticots (1956), Faune de Madagascar. La zoogéographie de Madagascar et des îles voisines (1961), Faune de Madagascar. Insectes, Coléoptères (1979–1994), Biologie des Coléoptères (1988), Les Coléoptères Scarabaeoidea de Nouvelle-Calédonie (1991), Les Coléoptères à la conquête de la terre (1993) und Les Insectes de Tahiti (1998). Paulian verfasste auch einen Großteil des Kapitels Käfer für das Werk Traité de Zoologie von Pierre-Paul Grassé. Er gründete 1944 die Zeitschrift L’Entomologiste und später die Reihe Faune de Madagascar, von der er neunundachtzig Bände veröffentlichte.
1984 gehörte Paulian zu den Gründungsmitgliedern des Centre de coopération internationale en recherche agronomique pour le développement (CIRAD) und war auch dessen erster Vorsitzender.
Paulian gehörte der protestantischen Religion an und heiratete 1934 die Tochter eines Pfarrers, Liane de Félice (1910–1990), die selbst ein Stipendium am Muséum national d’histoire naturelle (am Lehrstuhl für Zoologie (Würmer und Krustentiere)) erhielt und Botanikerin war. Das Paar hatte vier Kinder. Er starb im August 2003 im Alter von 90 Jahren.

## Dedikationsnamen
Constantine Walter Benson benannte 1960 die auf Grande Comore endemische Komoren-Zwergohreule (Otus pauliani) zu Ehren von Renaud Paulian. Weitere nach Paulian benannte Taxa sind Repauliana, Paulianfilaria, Paulianicaris, Paulianyx, Paulianagrion, Paulianacris, Paulianiobia, Paulianellus, Paulianaria, Paulianites, Paulianesthes, Paulianus, Paulianometallyra, Renaudius, Chalcopauliana, Paulianella, Paulianolebia, Paulianoscirtus, Renaudianus, Paulianidia, Renaudia, Paulianostes, Paulianopticus, Paulianosia, Paulianilus, Paulianodes, Paulianothrips, Paulianella, Paulianana, Paulianocoris, Paulianum, Renaudicoris, Renaudea, Paulianiana, Paulianaphis, Paulianodes, Paulianaleyrodes, Pauliania, Pauliana, Paulianaphelinus, Paulianina, Eupauliana, Paulianitas, Euphorbia pauliani und Mantidactylus pauliani.